# País de Sham
El País del Sham (en árabe: بِلَاد الشَّام‎, romanizado: Bilād ash-Shām, lit. 'Tierras a la izquierda (septentrionales)' o solo الشَّام‎, ash-Shām, 'a la izquierda', con relación a la salida del sol en Hiyaz) también llamado región de Siria, Gran Siria, Siria-Palestina o simplemente Siria (en árabe: سُورِيَا, سُورِيَّا‎, romanizado: Sūriyā, sūriyyā), en las fuentes occidentales como Levante, es una región histórico-cultural de Oriente Próximo que comprende, aproximadamente, los actuales estados de la República Árabe Siria, la República Libanesa, el Reino Hachemita de Jordania, el Estado de Israel, al Estado de Palestina y a la provincia de Hatay, en Turquía, está última conocida en árabe como «Iscandarona» (en árabe: الْإِسْكَنْدَرُون‎, romanizado: al-ʼIskandarūn) correspondiente al antiguo Sanjacado de Alejandreta).
El país de Sham ocupa la costa más oriental del mar Mediterráneo, y forma parte de la Creciente Fértil, una de las cunas de la humanidad. Por ser un cruce de camino entre los tres continentes, sus tierras han sido habitadas por innumerables culturas y reinos: los antiguos egipcios, los cananeos, los israelitas, los asirios, los caldeos, los arameos, los fenicios, los persas, los antiguos macedonios, los romanos, bizantinos, los árabes, los turcos otomanos.
Limita con Anatolia al norte, Mesopotamia al este, y al sur, Egipto y Arabia. «Sham» también es el nombre tradicional de su capital histórica, Damasco. Damasco es la ciudad habitada más antigua del mundo, desde hace 5000 años, fundada en el tercer milenio, según la Unesco, aunque esta afirmación se considera una simple fábula, dado que hay varias ciudades más antiguas que Damasco y siguen siendo habitadas hasta hoy día, tales como "Jericó", "Jerusalén " o "Tiro". La población local recibe el nombre de «levantino, shamí» (en árabe: شَوام‎, romanizado: shawām). Comparten una arraigada cultura mediterránea, similar a la de otros países con costas a este mar. También poseen un idioma común, el árabe levantino, uno de los cinco grandes bloques idiomáticos en los que se subdivide la macrolengua árabe. 
Las aspiraciones nacionalistas de una «Gran Siria» surgen fruto del desmembramiento del Imperio otomano tras perder en la Primera Guerra Mundial. No obstante, ingleses y franceses que lo habían vencido, se repartieron el Levante mediante el Acuerdo de Sykes-Picot en 1916. Los diferentes mandatos consiguieron su independencia pocas décadas después, volviéndose a plantear la unificación de los árabes. La Declaración Balfour de 1917 fue una herida de muerte para la incipiente nación. Desde entonces, las intenciones panarabistas de crear un estado soberano para el Sham han colapsado.
En ocasiones se excluye del concepto a la región siria de Al-Jazirah por diferencias culturales entre ambas regiones. En cambio, se incluye tanto a la península del Sinaí, donde desde tiempos ancestrales se han establecido tribus beduinas provenientes del Sham, y a las regiones de Cilicia y Comagene, por su afinidad histórica con el Levante.

## Terminología

### Levante mediterráneo
Se podría usar la denominación Levante mediterráneo (del latín, Levans del verbo levare, haciendo referencia a oriente, por donde se levanta el sol) o simplemente el Levante, aunque ésta tiene un uso más geográfico que político o social. El término se empezó a usar en Europa en el siglo XVI, sobre todo tras crearse la Compañía de Levante en Francia (Compagnie du Levant) y su antecesora inglesa, la Levant Company. De este nombre derivan el mar Levantino, el árabe levantino o la cocina levantina.
En árabe existe Máshreq (مَـشْـرِق, Al-Mashriq, «por donde amanece») con el mismo significado que Levante, aunque hace referencia a Siria e Irak, y más extensamente a todo Oriente Medio.

### Siria
La mención más antigua del nombre «Siria» es del siglo VIII a. C. en una inscripción bilingüe en jeroglífico luvita y lengua fenicia. En esta inscripción, la palabra luvita Sura/i se tradujo al fenicio como ʔšr («Asiria»). Para Heródoto, en el siglo V a. C., Siria se extendió hacia el norte hasta el río Halys (el moderno río Kızılırmak) y por el sur hasta Arabia y Egipto.
«Siria» deriva de la antigua denominación griega para los sirios (Σύριοι, Syrioi), que los griegos aplicaron sin distinción a los diferentes pueblos del Cercano Oriente que vivían bajo el gobierno de Asiria. Las investigaciones moderna confirman que la palabra griega se remonta a su cognado Ἀσσυρία, Asiria, en última instancia derivado de la palabra acadia Aššur.
La pronunciación árabe clásica de Siria es Sūriya (a diferencia de la pronunciación árabe estándar moderna Sūrya). Esta denominación rara vez se usaba entre los musulmanes antes de finales del siglo XIX, pero sí entre los cristianos. Según la Iglesia ortodoxa siríaca, «sirio» quería decir «cristiano» en el cristianismo primitivo. En Europa, «sirio» hacía referencia a los cristianos siriacos, como Efrén de Siria. Tras la declaración de la República de Siria en 1936, el término «sirio» pasó a designar a los ciudadanos de ese Estado, independientemente de su origen étnico.
El adjetivo «siríaco» (سُرْيَانِي, suryāni) ha sido usado desde entonces como etnónimo de los cristianos siriacos, para evitar la ambigüedad. Actualmente, el término árabe Sūriya se refiere al estado moderno de Siria, a diferencia de la Siria histórica, pero esa distinción no fue tan clara hasta mediados del siglo XX. Los movimientos panarabistas que reivindican la unidad de la región la llaman Gran Siria o Siria-Palestina, haciendo referencia a la unión de estos dos países.

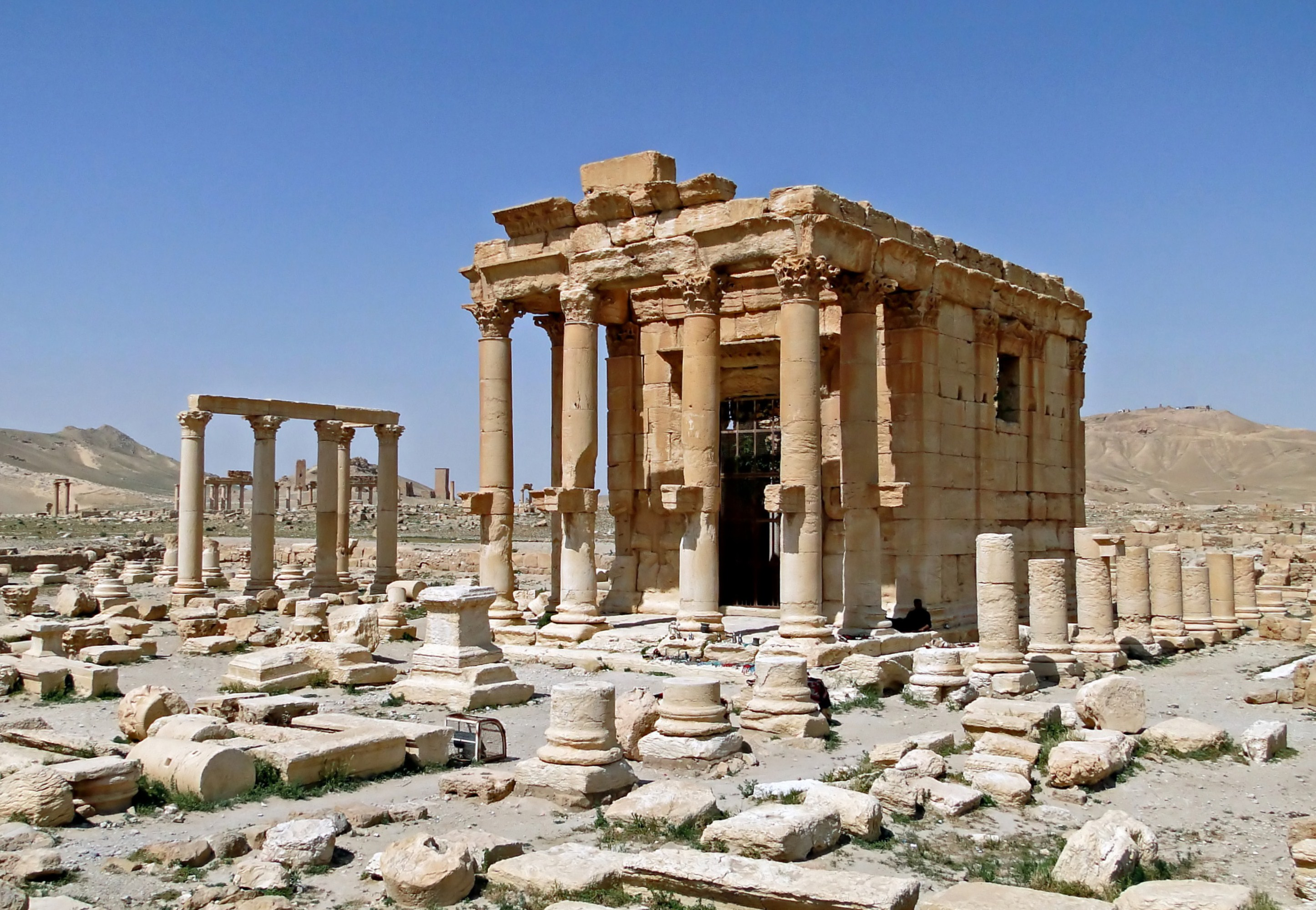
Templo de Baalshamin en Palmira, en Siria. Algunos atribuyen al dios Baalshamin el nombre de Sham.

### Sham
Algunos investigadores apuntan a que Sham proviene de Baalshamin (en arameo, Ba'al Šamem, lit. «Dios de los cielos») fue un dios de los semitas de Canaán o Fenicia y la antigua Palmira. Aquí Sham se refiere al cielo (tanto al firmamento como a la providencia divina). En árabe, shams significa sol, y en hebreo, sham ( שָׁמַ) deriva del acadio šamû que significa «cielo». Por ejemplo, la palabra hebrea para el sol es shemesh, donde «shem» de shamayim (acadio: šamû) significa «cielo» y esh (acadio: išātu) significa «fuego», es decir, fuego del cielo.
Otras fuentes indican que el término etimológicamente significa «tierra a mano izquierda», refiriéndose al hecho de que para alguien en el Hejaz (donde está La Meca) que mire hacia el este, el norte (Siria) está a la izquierda (Por ello también el nombre de Yemen (اَلْـيَـمَـن al-Yamān, la derecha). Sham proviene de la raíz semítica ش ي م (Š-Y-M). Ésta hace referencia a lo desafortunado o lo izquierdo, opuestamente a derecha o lo correcto. También se escribe alternativamente como شأم y شآم.

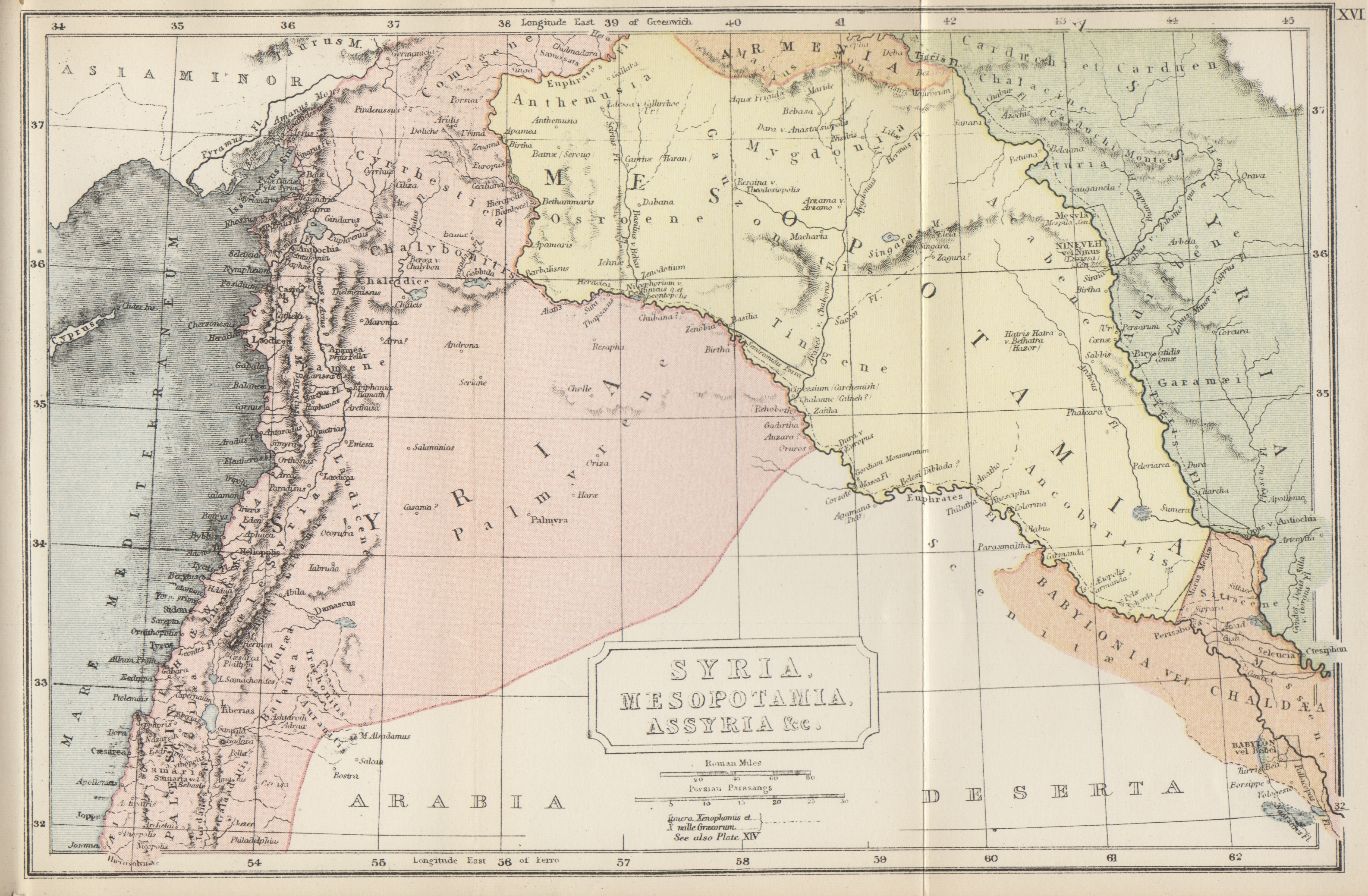
«Siria, Mesopotamia y Asiria» (S. Butler, 1907)

El nombre de Bilad al-Shām también hace referencia a su capital histórica, Damasco, conocida coloquialmente entre los árabes como ash-Shām. El adjetivo derivado shāmī (m) - shāmiyya (f) alude a los habitantes tanto de Damasco como del país de Sham. Al empezar por una consonante solar, el artículo al- pasa a sonar como la consonante, en este caso Sh /ʃ/. Por ello, aunque se escriba como al-Sham, se debe leer /aʃʃam/.

### Gran Siria
La denominación Gran Siria (سُوِرِيَّة الْكُبْرَى, Sūriyyah al-Kubrá), también como Siria Natural (سُوْرِيَّة الطَّبِيْعِيَّة, Sūriyyah aṭ-Ṭabī‘iyyah) es un concepto surgido desde el nacionalismo árabe o panarabismo a partir de la partición del imperio Otomano en 1918, cuando las clases intelectuales del mundo árabe buscaban la unidad y soberanía de todos los árabe parlantes. En este contexto, cogió fuerza la idea de crear una «Gran Siria» sobre la Administración del Territorio Enemigo Ocupado, gobernada por Francia y se declaró el efímero estado del Reino Árabe Unido de Siria (1919-1920) bajo el reinado del Hachemí Fáysal ibn Husáyn. El recién proclamado reino fue derrotado por los franceses en la Guerra Franco-Siria (en julio de 1920), abortando el estado árabe. En consecuencia, el área se repartió entre Francia y Reino Unido creando el Mandato francés de Siria, el Mandato francés del Líbano, el Mandato británico de Palestina y el Emirato de Transjordania. De aquí surgieron las actuales fronteras. Siria alcanzó su independencia en 1946.

## Historia

### Antigua Siria
Heródoto usa la palabra Συρία del griego antiguo para referirse al tramo de tierra del río Halys (río Kızılırmak), incluyendo a Capadocia (Historias, I.6) en la Turquía actual hasta el Monte Casio (actual Ras Kouroun), que Heródoto dice que se encuentra justo al sur del lago Serbonis (Historias, II.158 y III.5). Heródoto describe a Siria incluyendo todo el tramo de la línea costera fenicia, así como ciudades como Cadytis (Jerusalén).

### Siria helénica
En griego, se usaban indistintamente Syria y Assyria, pero en el Imperio romano, Syria y Assyria se acabaron usando para referirse a dos espacios geográficos diferentes. «Siria» en el período del Imperio romano se refirió a aquellas partes del Imperio situadas entre Asia Minor y Ægyptus, es decir, el Levante, mientras que Assyria era parte del Imperio persa que muy brevemente estuvo bajo el control romano (116-118 d. C. marcando el pico histórico de la expansión romana).

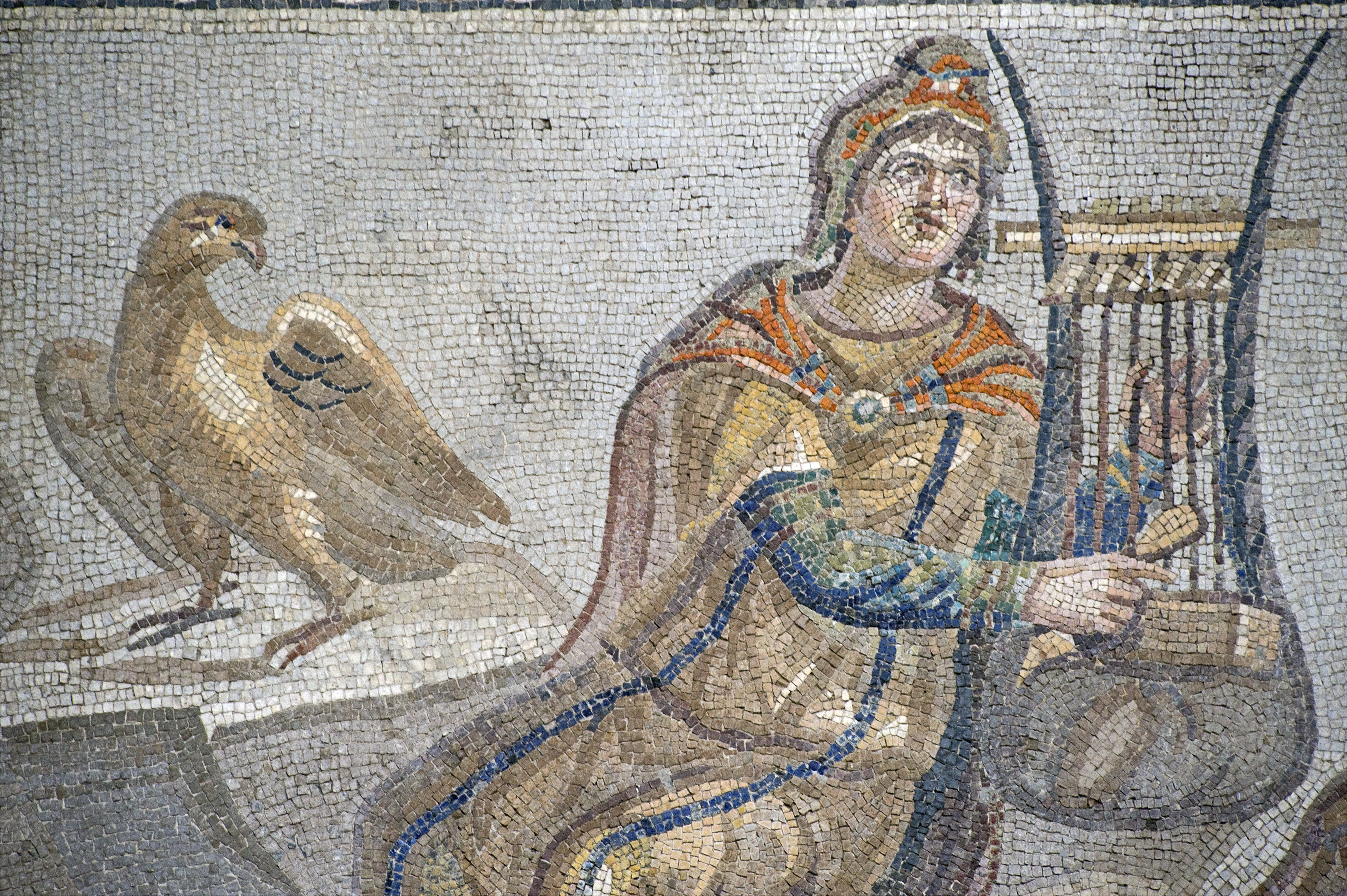
Mosaico romano antioqueno de Orfeo en el Museo Arqueológico de Antioquía.

### Provincia romana
En el 64 a. C., Siria se convirtió en una provincia del Imperio Romano, conquistada por Pompeyo. Tenía a Anatolia al norte, Judea al sur y estaba en constante lucha con los partos del este. La provincia de Siria, con capital en Antioquía, abarcó el Levante norte. Plinio el Viejo consideró como parte de esta provincia los reinos de Comagena, Sofene y Adiabene, anteriormente conocidas como Asiria. El nombre de Siria aparece escrito en el Nuevo Testamento. En el 193 d. C., Siria-Palestina se dividió en Coele-Siria y Phoenice. En algún momento entre 330 y 350, se creó la provincia de Euphratensis a partir de territorio de Siria Coele y el antiguo reino de Comagena, con Hierápolis como capital.

#### Imperio bizantino
Tras el 415, Siria Coele se subdividió en Siria I, con la capital restante en Antioquía, y Siria II o Salutaris, con capital en Apamea a orillas del río Orontes. En el 528, Justiniano I creó la pequeña provincia costera de Teodorias a partir de territorio de ambas provincias.

### Provincia árabe

Gran Mezquita Omeya de Damasco.

La Hégira se produjo en el 622, y con ella nació el islam. La región se anexó al Califato Rashidun (también llamado Ortodoxo), tras la decisiva victoria musulmana sobre el Imperio Bizantino conocida como Batalla de Yarmouk (636). En ella, las tropas musulmanas, dirigidas por el legendario militar Jálid ibn al-Walid, vencieron a las tropas de Heraclio en el río Yarmuk (hoy, entre Siria, Jordania e Israel), lo cual propició la decadencia del Imperio Bizantino. El territorio pasó a llamarse ash-Shām, quizá de الشمال al-Shamāl («el Norte»). Al-Sham se dividió en cinco distritos militares; Jund Dimashq (para el área de Damasco), Jund Ḥimṣ (para el área de Homs), Jund Filasṭīn («Palestina»), Jund al-Urdunn (para Jordania) Jund Qinnasrin.

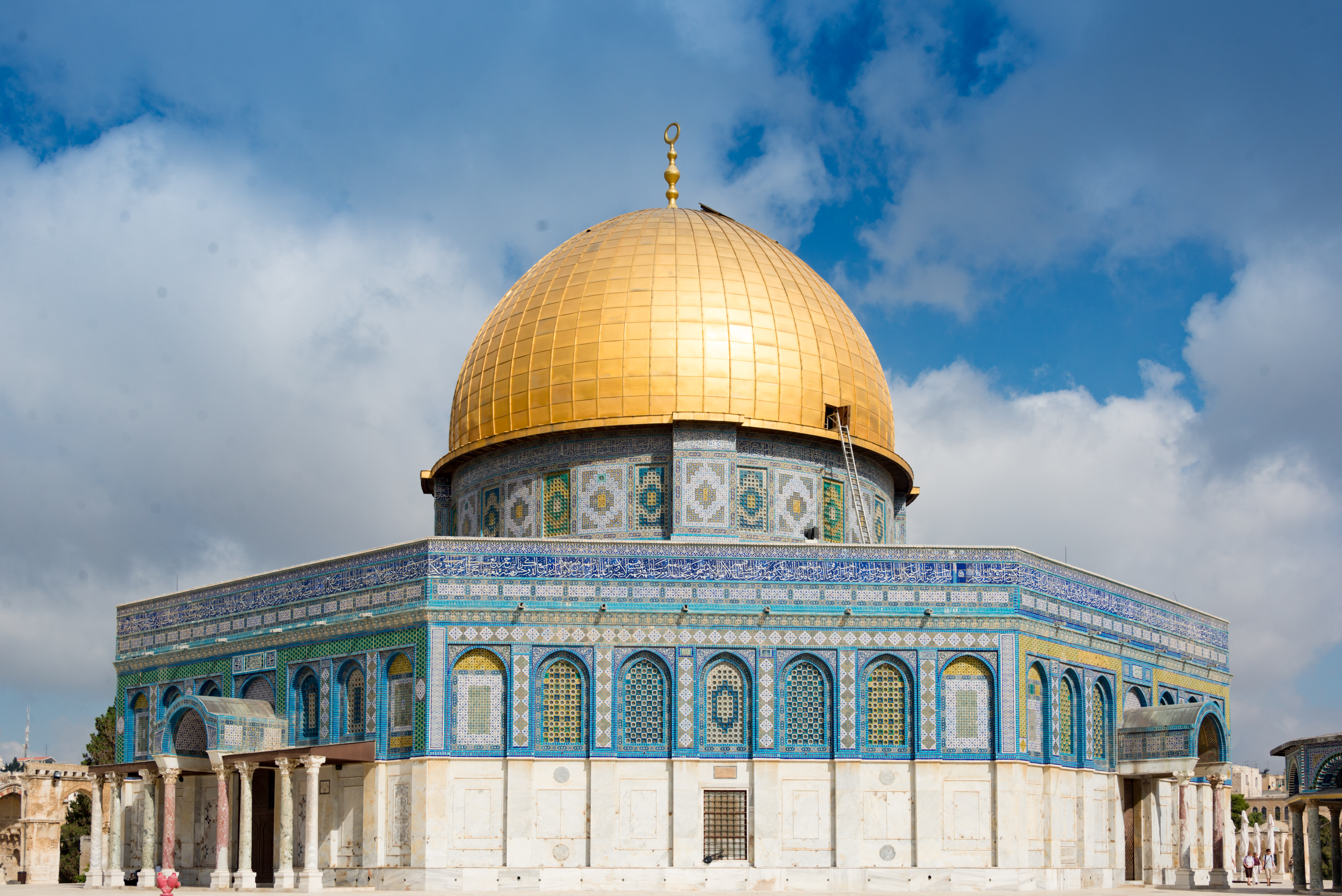
Cúpula de la Roca, mandada a construir por el califa Abd al-Málik (Qubbat al-Sakhrah / Kippat ha-Sela).

Durante el reinado de Muawiya I (661-680, califa Omeya), la capitalidad se traslada de Kufa a Damasco, a pesar de que esta ciudad era predominantemente cristiana aramea. Destaca también el califa Abd al-Málik, estratega político y militar que unificó la cultura árabe. Sobre las ruinas del Templo de Jerusalén mandó construir la Cúpula de la Roca, y su hijo mayor, Al-Walid, la Mezquita de los Omeyas o Gran Mezquita de Damasco (ا جامع الأموي, Djamia al-Umaui), originalmente una catedral a San Juan Bautista. La dinastía Omeya supuso una época de esplendor de la ciudad de Damasco. Fue la capital del Califato Islámico, hasta el ascenso del Califato Abasí.

### Provincia otomana
- partición del Imperio otomano

### Colonización europea

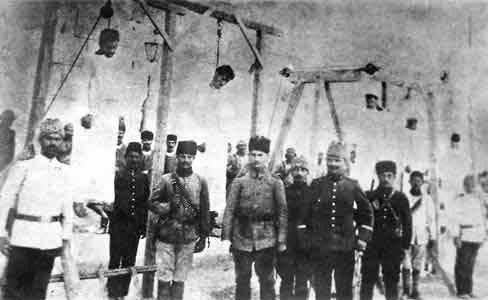
El 6 de mayo de 1916, nacionalistas libaneses, jordanos y sirios fueron ejecutados en la Plaza Marjeh (Damasco) y en la Plaza Burj (Beirut) por Jamal Basha, ministro otomano de la marina. En recuerdo, en estos países ese día se celebra el Día de los Mártires.

- Primera Aliyá
- Segunda Aliyá

## Geografía

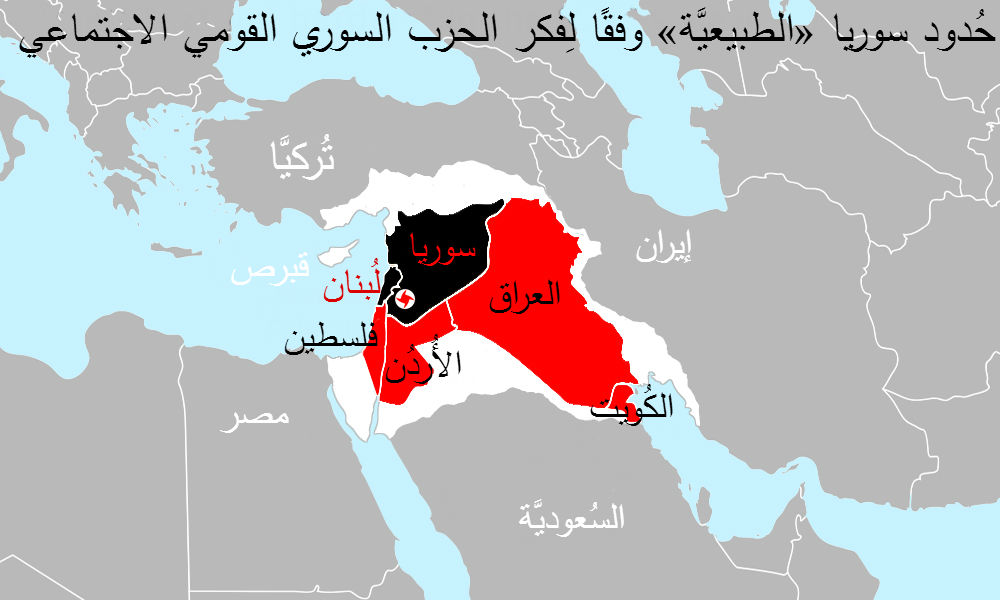

- Sharat (ٱلشَّرَاة): región montañosa del sur de Jordania y noroeste de Arabia Saudí. Ciudades: Ma'an, Karak
- Filastín (فلسطين): ocupa los actuales Palestina (de donde procede el nombre) e Israel, pero sin incluir la Galilea. La capital histórica era Al-Quds (Jerusalén). Otras ciudades: Nablus (Shjem[21]), Jaffa (Tel Aviv-Yafo), Aljalil (Ḥevron[22]), Ramala o Gaza.
- Urdunn (الأردن): aludiendo al río Jordán (نهر الأردن Nahr Al-Urdūn) aunque este nombre hoy se refiera a Jordania, en origen hacia referencia aproximadamente los territorios de Galilea, alrededor del río Jordán y mar de Galilea.
- Ghuta (غوطة): gran oasis del río Barada donde se asienta Damasco y su área metropolitana.
- Desierto de Sham (بادية الشام, bādiyat ash-shām): también conocido en Europa como desierto sirio. Es el límite oriental del Bilad. Tiene una baja densidad poblacional por su gran extensión, comparada con su poca población, con una importante minoría de pueblos beduinos nómadas.
- Haurán (حوران): antigua Auranitis, es una región que comprende todo el sur de la actual Siria. Algunas ciudades son Bosra, Daraa, Irbid, Quneitra, Ramtha y As-Sueda. Su parte oriental se  denomina Yábal al-Druz, por la gran cantidad de drusos que viven aquí. Su parte occidental se denomina Bashan o Nuqra[23] (antigua Batanea).
- Los altos del Golán (هضبة الجولان).
- El Qinnasrin (قنسرين). Ciudades: Alepo,
- El 'Awasim (قنسرين). Ciudades: A'zaz, Al-Bab, Manbiŷ
- El Ghab (سهل الغاب).
- El Lajat (اللجاة).

## Demografía
La población del Levante se estima en aproximadamente 50 millones, distribuidos en cuatro países después de Sykes-Picot y el cuarto estado después de la Declaración Balfour, un conflicto entre israelíes y palestinos, donde Palestina se dividió entre ellos y el Estado de Israel fue establecido por un lado y Cisjordania y la Franja de Gaza por el otro. La población de Jordania se estima en 7.008.271 (según estimaciones de julio de 2013). Según las estadísticas de 2010 , la población de Siria se estima en unos veintidós millones y medio, con una tasa de crecimiento natural del 1,9% anual, un aumento de medio millón de personas cada año. En cuanto al número de la población del Líbano , según la estimación de las Naciones Unidas para el año 2008 alrededor de 4.099 millones de personas. En cuanto a la Palestina histórica, la población de Israel era de aproximadamente 7,41 millones, según estimaciones en 2008, Cisjordania tenía alrededor de 4.018.332 en 2007, y la Franja de Gaza se estimó en 1.449.221 en 2009. Aproximadamente el 90% de la población de Siria son árabes, mientras que los kurdos constituyen el 8% de la población, y el porcentaje restante se distribuye entre otras minorías como armenios , turcomanos , circasianos y siríacos de todas sus ramas, además de otras minorías nacionales expatriadas. Aproximadamente el 53,5% de la población total reside en ciudades.[cita requerida]

## Religión
En la región se concentran múltiples lugares de significancia religiosa, en especial para las religiones abrahámicas (judaísmo, cristianismo y islam) y el bahaísmo.
Peregrinación:
- Jerusalén, donde murió Jesucristo y Mahoma ascendió al cielo.
- Nazaret , donde creció Jesucristo
- Belén, donde nació Jesucristo
- Tabgha a orillas del Mar de Galilea donde se encuentra la Iglesia de la Multiplicación de los Panes y los Peces.
- Cafarnaúm a orillas del Mar de Galilea.
- Magdala
- Acre, donde está el santuario de Bahá'u'lláh, el lugar más sagrado para la fe bahá'í.

### Religiones en el país de Sham
- Islam
  - Sunni
    - Sunnismo shafi'í
    - Sunnismo hanafí

  - Shi'a
    - chiismo duodecimano (imamí)
    - Chiismo alauita
    - Chiismo ismaelita

  - Islam Aleví
- Drusos
- Judaísmo
  - Judaísmo conservador (masortí)
  - Judaísmo ortodoxo
  - Judaísmo reconstruccionista
  - Judaísmo caraíta
  - Judaísmo jasídico
  - Judaísmo rabínico
- Cristianismo
  - Cristianismo siríaco (nestorianismo)
    - Iglesia ortodoxa siria
    - Iglesia asiria de Oriente
    - Antigua iglesia de Oriente

  - Iglesias católicas orientales
    - Iglesia católica siria
    - Iglesia católica caldea
    - Iglesia católica maronita
    - Iglesia greco-católica melquita

  - Iglesias ortodoxas orientales
    - Iglesia Ortodoxa Griega de Antioquía